# Caulopsis emarginata
Caulopsis emarginata är en insektsart som beskrevs av Piza Jr. 1958. Caulopsis emarginata ingår i släktet Caulopsis och familjen vårtbitare. Inga underarter finns listade i Catalogue of Life.